# Giuseppina Bersani
Giuseppina Bersani (* 27. August 1949 in Piacenza; † 3. Februar 2023 ebenda) war eine italienische Fechterin.

## Biografie
Giuseppina Bersani wurde im Einzel 1967 und 1969 sowie mit der Mannschaft 1974 italienische Meisterin. Bei den Fechtweltmeisterschaften 1971 belegte sie den vierten Platz. Erneut Vierte wurde sie bei den Olympischen Sommerspielen 1972 im Mannschaftswettkampf im Florett.